# Mateusz Mika
Mateusz Mika (21 de janeiro de 1991) é um voleibolista profissional polonês.

## Carreira
Mateusz Mika é membro da seleção polonesa de voleibol masculino. Em 2016, representou seu país nos Jogos Olímpicos de Verão no Rio de Janeiro, que ficou em 7º lugar.